# Fraccionamiento Real Palmas
Fraccionamiento Real Palmas är en ort i Mexiko.   Den ligger i kommunen General Zuazua och delstaten Nuevo León, i den centrala delen av landet, 700 km norr om huvudstaden Mexico City. Fraccionamiento Real Palmas ligger 389 meter över havet och antalet invånare är 34 636.
Terrängen runt Fraccionamiento Real Palmas är platt. Runt Fraccionamiento Real Palmas är det mycket tätbefolkat, med 1 361 invånare per kvadratkilometer. Närmaste större samhälle är Ciudad Apodaca, 16,0 km söder om Fraccionamiento Real Palmas. Trakten runt Fraccionamiento Real Palmas består i huvudsak av gräsmarker.